# GOOV Muziektheater
GOOV Muziektheater is een muziektheatervereniging in de stad Groningen. De vereniging werd opgericht in 1928 en telt tegenwoordig 45 spelende leden en 10 organisatorische leden.
GOOV Muziektheater is ooit begonnen als de Groningse Opera en Operette Vereniging. Tot 1990 hebben zij diverse opera's en operette's uitgevoerd, waaronder Der Bettelstudent en Boccaccio. Vanaf 2000 heeft GOOV alleen nog musicals opgevoerd. Dit leidde tot een nieuwe naam: GOOV Muziektheater.
Momenteel is GOOV vooral voor amateurtoneelspelers, maar zij worden wel ondersteund door een professioneel artistiek team en een eigen orkest. GOOV muziektheater voerde de laatste 20 jaar bestaande musicals uit. Met Bommen Berend, de Musical heeft dit gezelschap in 2011 voor het eerst een eigen productie ontwikkeld en uitgevoerd. Deze musical is in opdracht van GOOV Muziektheater door een professioneel artistiek team op maat ontwikkeld en in januari en juni 2011 13 keer opgevoerd in de Groninger Stadsschouwburg voor bijna 7.000 bezoekers. In september 2004 ontving GOOV Muziektheater de Koninklijke erepenning.
Na de eerste eigen musical is GOOV muziektheater doorgegaan met het opvoeren van eigen musicals, waaronder Aletta de Musical, gebaseerd op bekende Groninger Aletta Jacobs, en Jacques J. de Musical, gebaseerd op bekende Groningse recensent Jacques d'Ancona. Ook spelen zij nog bestaande musicals. De meest recente hiervan was Chess, een musical van Tim Rice, die is opgevoerd in 2019.
Momenteel bevindt GOOV zich in het oude pand van het Groninger Forum aan het Hereplein te Groningen. De vereniging wil graag dat het pand uitgroeit tot broedplaats voor amateur podiumkunst.

## Artistiek Team
- Piet Roorda (Dirigent)
- Ben Smit (Regisseur)
- Carla van Zanten (Choreograaf)
- Marcel den Os (Koordirigent)

## Producties (vanaf 1989)
GOOV Muziektheater heeft al veel producties opgevoerd. De producties zijn hier opgesplitst in eigen producties, die door een professioneel team voor GOOV zijn geschreven, en bestaande producties.

### Eigen producties
- We zien elkaar (2023)
- Jacques J. de Musical (2017)
- Aletta de Musical (2014)

- Bommen Berend (2011)

### Bestaande producties
- 9 to 5 (2025)
- Chess (2019)
- Het Bos In (2015)
- Titanic (2012)
- 3 Musketiers (2010)
- Copacabana (2008)
- Grand Hotel (2006)
- Joseph and the Amazing Technicolor Dreamcoat (2005)
- Jekyll and Hyde (2003)
- How to Succeed in Business without really trying (2001)
- Strike up the band (2000)
- L'etoile (1998)
- Columbus (1997)
- Ruddigore (1995)
- On the 20th century (1993)
- Candide (1992)
- Hello, Dolly! (1989)